# Renishaw
Renishaw är en by i Derbyshire i England. Byn är belägen 41,8 km 
från Derby. Orten har 2 449 invånare (2015).